# Chlamydia psittaci
Espèce
Synonymes
- Chlamydophila psittaci (Lillie 1930) Everett et al. 1999
- Rickettsia psittaci Lillie 1930

Chlamydia psittaci est une espèce de bactéries de la famille des Chlamydiaceae. Elle provoque la psittacose (ou ornithose), maladie qui se transmet des oiseaux (et en particulier des psittaciformes, perroquet, etc.) à l'Homme.
Chez les oiseaux, la bactérie atteint les divers épithéliums. Les oiseaux peuvent avoir des signes digestifs, respiratoires, rénaux et même neurologiques. Chez les humains elle prend souvent la forme d'une pneumonie.

## Liste des non-classés
Selon NCBI (15 décembre 2019) :
- non-classé Chlamydia psittaci 01DC11
- non-classé Chlamydia psittaci 01DC12
- non-classé Chlamydia psittaci 02DC14
- non-classé Chlamydia psittaci 02DC15
- non-classé Chlamydia psittaci 02DC16
- non-classé Chlamydia psittaci 02DC18
- non-classé Chlamydia psittaci 02DC21
- non-classé Chlamydia psittaci 02DC22
- non-classé Chlamydia psittaci 02DC23
- non-classé Chlamydia psittaci 02DC24
- non-classé Chlamydia psittaci 03DC28
- non-classé Chlamydia psittaci 03DC29
- non-classé Chlamydia psittaci 03DC31
- non-classé Chlamydia psittaci 03DC35
- non-classé Chlamydia psittaci 04DC42
- non-classé Chlamydia psittaci 04DC44
- non-classé Chlamydia psittaci 05-4325
- non-classé Chlamydia psittaci 05-4461
- non-classé Chlamydia psittaci 06-1683
- non-classé Chlamydia psittaci 06-881
- non-classé Chlamydia psittaci 07-1391
- non-classé Chlamydia psittaci 08-2626_L3
- non-classé Chlamydia psittaci 08-2626_L4
- non-classé Chlamydia psittaci 08DC60
- non-classé Chlamydia psittaci 09DC77
- non-classé Chlamydia psittaci 09DC78
- non-classé Chlamydia psittaci 09DC79
- non-classé Chlamydia psittaci 09DC80
- non-classé Chlamydia psittaci 10_1398_11
- non-classé Chlamydia psittaci 10_1957
- non-classé Chlamydia psittaci 10_2393
- non-classé Chlamydia psittaci 10_743_SC13
- non-classé Chlamydia psittaci 10_881_SC42
- non-classé Chlamydia psittaci 6BC
- non-classé Chlamydia psittaci 6BC/83
- non-classé Chlamydia psittaci 84-8471/1
- non-classé Chlamydia psittaci 84-9462
- non-classé Chlamydia psittaci 84/55
- non-classé Chlamydia psittaci 85-11073
- non-classé Chlamydia psittaci 85-12098
- non-classé Chlamydia psittaci 89-13210
- non-classé Chlamydia psittaci 90-11404
- non-classé Chlamydia psittaci 90-12617
- non-classé Chlamydia psittaci 90-4862
- non-classé Chlamydia psittaci 91-5189
- non-classé Chlamydia psittaci 91-5983
- non-classé Chlamydia psittaci 94-2306
- non-classé Chlamydia psittaci 99DC5
- non-classé Chlamydia psittaci C1/97
- non-classé Chlamydia psittaci C19/98
- non-classé Chlamydia psittaci C6/98
- non-classé Chlamydia psittaci CP3
- non-classé Chlamydia psittaci CT1
- non-classé Chlamydia psittaci Cal10
- non-classé Chlamydia psittaci DD34
- non-classé Chlamydia psittaci FalTex
- non-classé Chlamydia psittaci GR9
- non-classé Chlamydia psittaci M56
- non-classé Chlamydia psittaci MN
- non-classé Chlamydia psittaci Mat116
- non-classé Chlamydia psittaci NJ1
- non-classé Chlamydia psittaci RD1
- non-classé Chlamydia psittaci UGA
- non-classé Chlamydia psittaci VS225
- non-classé Chlamydia psittaci WC
- non-classé Chlamydia psittaci WS/RT/E30
- non-classé Chlamydia psittaci str. Borg
- non-classé Chlamydia psittaci str. Frances